# 比福德
比福德是美國俄亥俄州高地縣的一個普查規定居民點。2012年4月，原地主薩蒙斯以90萬美元售予了一位越南人。